# Paracompsa latifascia
Paracompsa latifascia är en skalbaggsart som först beskrevs av Martins 1970.  Paracompsa latifascia ingår i släktet Paracompsa och familjen långhorningar. Inga underarter finns listade i Catalogue of Life.